# Englar alheimsins
Englar alheimsins è un film del 2000 diretto da Friðrik Þór Friðriksson e interpretato da Ingvar Eggert Sigurðsson, che fu candidato per gli European Film Awards come migliore attore.
La storia è basata sul romanzo di Einar Már Guðmundsson, una storia semi-immaginaria su suo fratello Pálmi Örn Guðmundsson (chiamato Páll nel libro e nel film).

## Trama
È la storia di un uomo islandese e della sua lenta discesa nella pazzia. Lungo il suo viaggio incontra Dagný, che sarà poi la causa principale della sua caduta. Sprofondando sempre di più e diventando sempre più aggressivo, i suoi genitori si trovano costretti a mandarlo in un ospedale psichiatrico. Qui conoscerà individui singolari come Viktor, un uomo che si crede Adolf Hitler, o Óli Beatle che crede di aver scritto tutte le canzoni dei Beatles e di averle trasmesse loro telepaticamente.

## Colonna sonora
La colonna sonora del film, oltre alle composizioni di Hilmar Örn Hilmarsson, è stata composta dalla band molto conosciuta Sigur Rós: di loro si trovano Bíum Bíum Bambaló e Dánarfregnir Og Jarðarfarir. Aggiungendo un interessante elemento sono presenti, miscelate nel film, diverse canzoni rock americane; tuttavia, queste ultime non sono state inserite nella colonna sonora del cd pubblicato.